# 221 př. n. l.

## Události
- Filip V. Makedonský se stal králem Makedonie

## Úmrtí
Zemřel jeden z kartaginských velitelů první punské války Hasdrubal zvaný "Sličný".

## Hlavy států
- Čína – Čchin Š'Chuang-ti (221 – 210 př. n. l.)
- Seleukovská říše – Antiochos III. Megás (223 – 187 př. n. l.)
- Řecko-baktrijské království – Euthydemus I. (230 – 200 př. n. l.)
- Parthská říše – Arsakés I. (247 – 211 př. n. l.)
- Egypt – Ptolemaios IV. Filopatór (222 – 204 př. n. l.)
- Bosporská říše – Leukon II. (240 – 220 př. n. l.)
- Pontus – Mithridates II. (250 – 220 př. n. l.)
- Kappadokie – Ariarathes III. (255 – 220 př. n. l.)
- Bithýnie – Prusias I. (228 – 182 př. n. l.)
- Pergamon – Attalos I. (241 – 197 př. n. l.)
- Sparta – Eukleidás (227 – 221 př. n. l.)
- Athény – Archelaus (222 – 221 př. n. l.) » Thrasyphon (221 – 220 př. n. l.)
- Makedonie – Antigonos III. Dósón (229 – 221 př. n. l.) » Filip V. (221 – 179 př. n. l.)
- Epirus – vláda épeiroské ligy (231 – 167 př. n. l.)
- Římská republika – konzulové P. Cornelius Scipio Asina a Marcus Minucius Rufus (221 př. n. l.)
- Syrakusy – Hiero II. (275 – 215 př. n. l.) a Gelo (240 – 216 př. n. l.)
- Numidie – Gala (275 – 207 př. n. l.)